# Cim de les Saleres de Pedres Blanques
El Cim de les Saleres de Pedres Blanques és una muntanya de 1.963,5 metres d'altitud del límit dels termes comunals d'Aiguatèbia i Talau i Canavelles, tots dos de la comarca del Conflent, a la Catalunya del Nord. És al sud-est del terme d'Aiguatèbia i Talau i al nord del de Canavelles, a l'extrem oriental de la Serra de les Saleres de les Pedres Blanques, al sud-oest del Planell de Jaguinta i de la Serra i del Puig de Clavera.